# Campbon
Campbon est une commune de l'Ouest de la France, située dans le département de la Loire-Atlantique, en région Pays de la Loire.

## Géographie
Campbon se situe à 36 km au nord-est de Saint-Nazaire, 46 km au nord-ouest de Nantes et 72 km au sud-est de Vannes.
Les communes limitrophes sont La Chapelle-Launay, Savenay, Bouvron, Quilly, Sainte-Anne-sur-Brivet, Pontchâteau et Prinquiau. Elles sont situées de la manière suivante :
| Sainte-Anne-sur-Brivet |                    | Quilly  |
| Pontchâteau            | Campbon            | Bouvron |
| Prinquiau              | La Chapelle-Launay | Savenay |

### Climat
Pour des articles plus généraux, voir Climat des Pays de la Loire et Climat de la Loire-Atlantique.
En 2010, le climat de la commune est de type climat océanique franc, selon une étude du CNRS s'appuyant sur une série de données couvrant la période 1971-2000. En 2020, Météo-France publie une typologie des climats de la France métropolitaine dans laquelle la commune est exposée à un climat océanique et est dans la région climatique  Bretagne orientale et méridionale, Pays nantais, Vendée, caractérisée par une faible pluviométrie en été et une bonne insolation. 
Pour la période 1971-2000, la température annuelle moyenne est de 12,1 °C, avec une amplitude thermique annuelle de 13 °C. Le cumul annuel moyen de précipitations est de 791 mm, avec 12,3 jours de précipitations en janvier et 5,9 jours en juillet. Pour la période 1991-2020, la température moyenne annuelle observée sur la station météorologique de Météo-France la plus proche, « Saint-Nazaire-Montoir », sur la commune de Montoir-de-Bretagne à 16 km à vol d'oiseau, est de 12,6 °C et le cumul annuel moyen de précipitations est de 792,0 mm,. Pour l'avenir, les paramètres climatiques de la commune estimés pour 2050 selon différents scénarios d'émission de gaz à effet de serre sont consultables sur un site dédié publié par Météo-France en novembre 2022.

## Urbanisme

### Typologie
Au 1er janvier 2024, Campbon est catégorisée commune rurale à habitat dispersé, selon la nouvelle grille communale de densité à sept niveaux définie par l'Insee en 2022.
Elle est située hors unité urbaine. Par ailleurs la commune fait partie de l'aire d'attraction de Nantes, dont elle est une commune de la couronne,. Cette aire, qui regroupe 116 communes, est catégorisée dans les aires de 700 000 habitants ou plus (hors Paris),.

### Occupation des sols
L'occupation des sols de la commune, telle qu'elle ressort de la base de données européenne d’occupation biophysique des sols Corine Land Cover (CLC), est marquée par l'importance des territoires agricoles (90,9 % en 2018), en diminution par rapport à 1990 (92,2 %). La répartition détaillée en 2018 est la suivante : 
zones agricoles hétérogènes (33,7 %), prairies (29,3 %), terres arables (28 %), zones urbanisées (5,2 %), forêts (2 %), espaces verts artificialisés, non agricoles (0,7 %), zones industrielles ou commerciales et réseaux de communication (0,6 %), mines, décharges et chantiers (0,6 %). L'évolution de l’occupation des sols de la commune et de ses infrastructures peut être observée sur les différentes représentations cartographiques du territoire : la carte de Cassini (XVIIIe siècle), la carte d'état-major (1820-1866) et les cartes ou photos aériennes de l'IGN pour la période actuelle (1950 à aujourd'hui).

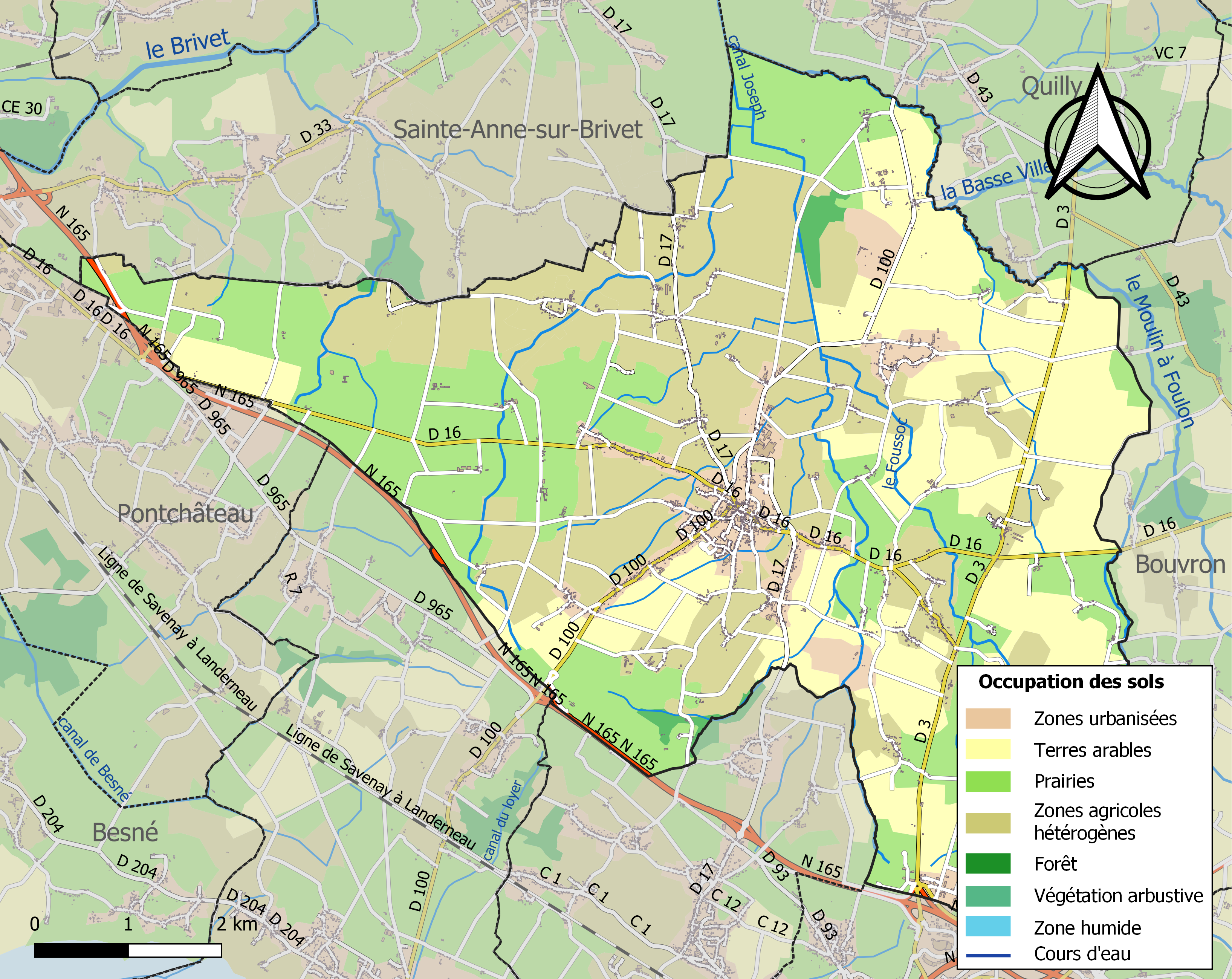
Carte des infrastructures et de l'occupation des sols de la commune en 2018 (CLC).

## Toponymie
Le nom de la localité est attesté sous la forme Cambidonno au VIe siècle.
Le p de Campbon n’est apparu qu’au XVIe siècle et de façon intermittente. Pour se conformer à l’étymologie, il conviendrait de revenir à l’ancienne graphie Cambon, toponyme d’origine gauloise: cambo-dunum signifie « fort du méandre ». Campbon est en effet située dans un léger méandre. Homonymie avec Kempten, Chambezon et Champéon. Normalement en gallo, le groupe /cam/ aurait dû passer à /cham/ comme dans les deux toponymes précédents, mais il y a eu influence du breton sur la consonne initiale.
Kambon en breton.
Campbon possède un nom en gallo, la langue d'oïl locale, écrit Cambon selon l'écriture ABCD, Canbon ou Caunbon selon l'écriture MOGA ou Caunbon selon l'écriture ELG. En gallo, le nom de la commune se prononce [kɑ̃bɔ̃] ou [kɑ̃ːbɔ̃].

## Histoire

### Préhistoire
De nombreuses traces d'occupation ont été retrouvées sur  la commune, biface du paléolithique, outillage du mésolithique et du néolithique, haches de pierre et autres objets du néolithique,

### Antiquité
Dans l'Antiquité, le nord de l'estuaire était constitué par un vaste golfe maritime, parsemé d'îles et fermé par la presqu'île de Guérande, dont la Brière forme aujourd'hui un vestige.
C'est aussi l'époque, où les Celtes s'y installent. Peuples gaulois des Namnètes sur la rive nord.
Un statère picton a été retrouvé à la Gouérie.
La voie romaine de Nantes à Vannes limite Campbon au Sud-Ouest.
Une villa gallo-romaine a été identifiée à l'Aubinais. Des monnaies du IIIe siècle ont été également trouvées à Bessac et à l'Aubinais.

### Evangélisation

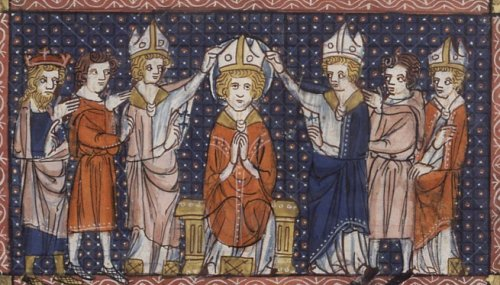
Hilaire de Poitiers, évangélisateur de la région.

Au IVe siècle, saint Hilaire, évêque de Poitiers, arrive dans la région pour l'évangéliser. Entre 430 et 448 saint Germain d'Auxerre accomplit la deuxième évangélisation.
La paroisse est dédiée à saint Victor qui y naquit au VIe siècle

### Immigration bretonne
De 579 à 593, raids des Bretons de Waroch sur le Nantais.
À la fin du VIe siècle, une population « entièrement bretonne de langue et de mœurs » s'établit dans « le pays de Guérande, et généralement toute cette partie de l'évêché de Nantes comprise entre la Vilaine, la Loire et une ligne allant de Savenay à La Roche-Bernard par Pont-Château ».
Des cercueils mérovingiens, découverts près du calvaire, montrent une certaine importance du bourg.
En 850, la région est conquise par le breton Nominoë. Celui-ci envahit notamment les villes de Nantes et Rennes. L'année suivante, après la bataille de Jengland, la marche de Bretagne avec Nantes et Savenay est intégrée à la Bretagne par le traité d'Angers.

### La période de domination scandinave (919-937)
L'oratoire de l'ermitage fut détruit par les invasions normandes en 878, en même temps que l'église paroissiale.
De 919 à 939 la région est administrée par les Vikings. Avec l’aide d’une troupe de Bretons exilés et d’Anglais, Alain Barbetorte reprend la région de  937 à 939

### Moyen Âge
En 980 Guérech, comte de Nantes, fait rebâtir l'église.
La châtellenie de Campbon, avait juridiction sur les diverses seigneuries de Campbon y compris Coislin, simple hébergement médiéval à cette époque, mais aussi sur la Chapelle-Launay, Quilly et Guenrouët.
La châtellenie de Campbon est un démembrement de la Baronnie de Pontchâteau. Le siège de cette châtellenie était un château féodal.
Terres et juridictions citées dans les enquêtes de la réformation des feux : Bastine, Bessac, bocquehan, Le bois de la Lande, La Bosse-Marion, La Bramblaye, Cambon, Le Chastellier, Coislin, La Girelais, Le Guignot, La Hirtais, Laureat, La Morandais, La Pirotais, Le Séric, Trevecar et la Villehouin.

### Les Cent-Jours
Pendant les Cent-Jours, le marquis de Coislin, chef local de l'insurrection royaliste, a son quartier général à Pontchâteau. Rayonnant avec sa troupe, il a quelques engagements à Campbon et à Guérande contre des détachements ralliés à Napoléon.

### Période contemporaine
En 1845, fut ouvert le cours normal de Campbon, où les religieuses de Saint-Gildas, formèrent des élèves-maîtresses jusqu'en 1883.
En 1875, la section de Sainte-Anne est érigée en commune indépendante sous le nom de Sainte-Anne-de-Campbon. Elle deviendra Sainte-Anne-sur-Brivet en 1980.

## Politique et administration
De 1789 à 1799, les agents municipaux (maires) sont élus au suffrage direct pour 2 ans et rééligibles, par les citoyens actifs de la commune, contribuables payant une contribution au moins égale à 3 journées de travail dans la commune. Sont éligibles ceux qui paient un impôt au moins équivalent à dix journées de travail.
De 1799 à 1848, la constitution du 22 frimaire [[an VIII|an VIII]] (13 décembre 1799) revient sur l’élection du maire, les maires sont nommés par le préfet pour les communes de moins de 5 000 habitants. La Restauration instaure la nomination des maires et des conseillers municipaux. Après 1831, les maires sont nommés (par le roi pour les communes de plus de 3 000 habitants, par le préfet pour les plus petites), mais les conseillers municipaux sont élus pour six ans.
Du 3 juillet 1848 à 1851, les maires sont élus par le conseil municipal pour les communes de moins de 6 000 habitants.
De 1851 à 1871, les maires sont nommés par le préfet, pour les communes de moins de 3 000 habitants et pour 5 ans à partir de 1855.
Depuis 1871, les maires sont élus par le conseil municipal à la suite de son élection au suffrage universel.

## Population et société

### Démographie
Selon le classement établi par l'Insee, Campbon fait partie de l'aire urbaine de Nantes, de la zone d'emploi de Saint-Nazaire et du bassin de vie de Savenay. Elle n'est intégrée dans aucune unité urbaine. Toujours selon l'Insee, en 2010, la répartition de la population sur le territoire de la commune était considérée comme « peu dense » : 96 % des habitants résidaient dans des zones « peu denses » et 4 % dans des zones « très peu denses ».

#### Évolution démographique
En 1875, la commune est partiellement démembrée pour permettre la création de Sainte-Anne-sur-Brivet.
L'évolution du nombre d'habitants est connue à travers les recensements de la population effectués dans la commune depuis 1793. Pour les communes de moins de 10 000 habitants, une enquête de recensement portant sur toute la population est réalisée tous les cinq ans, les populations de référence des années intermédiaires étant quant à elles estimées par interpolation ou extrapolation. Pour la commune, le premier recensement exhaustif entrant dans le cadre du nouveau dispositif a été réalisé en 2004.

En 2022, la commune comptait 4 031 habitants, en évolution de +0,32 % par rapport à 2016 (Loire-Atlantique : +6,68 %, France hors Mayotte : +2,11 %).
| 1793  | 1800  | 1806  | 1821  | 1831  | 1836  | 1841  | 1846  | 1851  |
| ----- | ----- | ----- | ----- | ----- | ----- | ----- | ----- | ----- |
| 3 479 | 3 439 | 3 742 | 4 024 | 4 930 | 4 111 | 3 848 | 4 363 | 4 415 |

| 1856  | 1861  | 1866  | 1872  | 1876  | 1881  | 1886  | 1891  | 1896  |
| ----- | ----- | ----- | ----- | ----- | ----- | ----- | ----- | ----- |
| 4 380 | 4 560 | 4 629 | 4 886 | 3 496 | 3 672 | 3 728 | 3 794 | 3 625 |

| 1901  | 1906  | 1911  | 1921  | 1926  | 1931  | 1936  | 1946  | 1954  |
| ----- | ----- | ----- | ----- | ----- | ----- | ----- | ----- | ----- |
| 3 525 | 3 452 | 3 252 | 2 818 | 2 776 | 2 608 | 2 531 | 2 774 | 2 640 |

| 1962  | 1968  | 1975  | 1982  | 1990  | 1999  | 2004  | 2006  | 2009  |
| ----- | ----- | ----- | ----- | ----- | ----- | ----- | ----- | ----- |
| 2 650 | 2 569 | 2 666 | 2 747 | 2 918 | 2 899 | 3 248 | 3 379 | 3 764 |

| 2014  | 2019  | 2022  | - | - | - | - | - | - |
| ----- | ----- | ----- | - | - | - | - | - | - |
| 3 941 | 3 959 | 4 031 | - | - | - | - | - | - |

#### Pyramide des âges
La population de la commune est relativement jeune.
En 2018, le taux de personnes d'un âge inférieur à 30 ans s'élève à 36,7 %, soit en dessous de la moyenne départementale (37,3 %). À l'inverse, le taux de personnes d'âge supérieur à 60 ans est de 23,2 % la même année, alors qu'il est de 23,8 % au niveau départemental.
En 2018, la commune comptait 1 963 hommes pour 2 016 femmes, soit un taux de 50,67 % de femmes, légèrement inférieur au taux départemental (51,42 %).
Les pyramides des âges de la commune et du département s'établissent comme suit.
| Hommes | Classe d’âge | Femmes |
| ------ | ------------ | ------ |
| 0,7    | 90 ou +      | 1,6    |
| 5,9    | 75-89 ans    | 9,3    |
| 15,2   | 60-74 ans    | 13,7   |
| 21,0   | 45-59 ans    | 18,8   |
| 19,5   | 30-44 ans    | 20,8   |
| 14,6   | 15-29 ans    | 13,8   |
| 23,0   | 0-14 ans     | 21,9   |

| Hommes | Classe d’âge | Femmes |
| ------ | ------------ | ------ |
| 0,6    | 90 ou +      | 1,8    |
| 6      | 75-89 ans    | 8,6    |
| 15,1   | 60-74 ans    | 16,4   |
| 19,4   | 45-59 ans    | 18,8   |
| 20,1   | 30-44 ans    | 19,3   |
| 19,2   | 15-29 ans    | 17,4   |
| 19,5   | 0-14 ans     | 17,6   |

## Culture locale et patrimoine

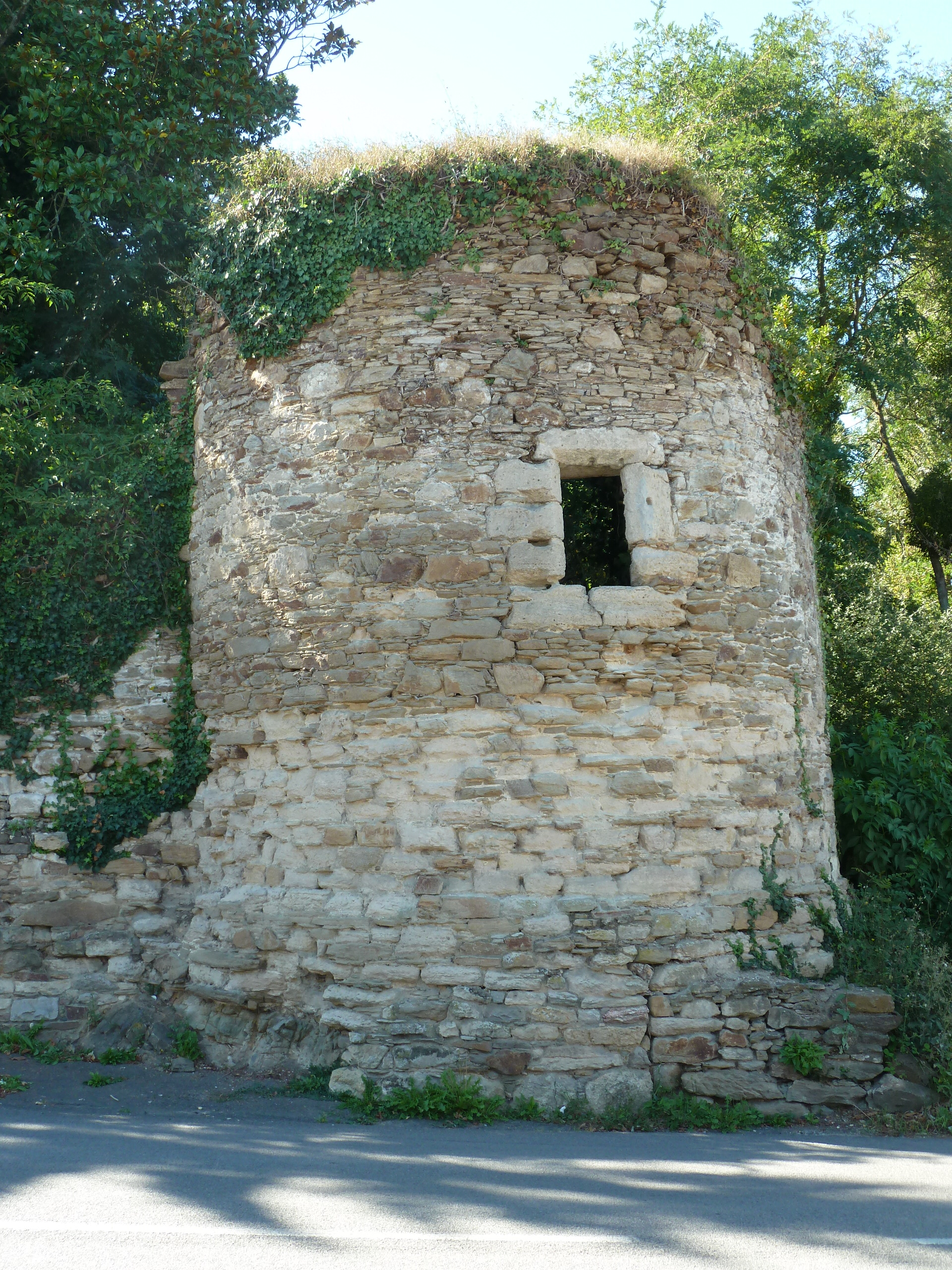
La Tour d'Enfer.

### Lieux et monuments
- Château de Campbon, XIe siècle, dont les remparts sont inscrits Monument historique. Le château de Campbon s'élevait dans le bourg de ce nom ; il était en ruines dès 1681, toutefois il en reste encore une tour appelée la tour d'Enfer.
- Château de Coislin.
- L'église Saint-Martin-et-Saint-Victor de Campbon est détruite par la foudre en 1888, puis reconstruite.
- Chapelle Sainte-Barbe.
- Chapelle Saint-Michel.
- Chapelle de Bessac.
- Chapelle Saint-Victor, dont le tombeau fut pillé sous la Révolution.
- Chapelle de La Ducheraie XIXe siècle.
- Domaine de la Ducherais : centre des pep 44 et poney club[33].
- Manoir de Bâtine.
- Moulin de la Bicane.
- Moulin des Rôtis[34], appartenait jusqu'à la fin du XVIIIe siècle à la Maison du Cambout de Coislin, qui demeurait au château de Carheil en Plessé. En 1767 Charles de Cambout de Coislin l'afferma avec celui de Quilly à  Guillaume Briand, à sa femme et leur fils Jan Briand[35]En avril 1789, le marquis afferma le moulin pour 9 ans à Alexis Briand, et celui de Quilly à son fils Pierre, mineur émancipé par son mariage, pour le premier la somme de 440 livres avec leurs droits de moutures des vassaux et sujets suivant la coutume. Saisis comme biens d'émigré, c'est son meunier qui en fit l'acquisition pour la somme de 7 920 francs. De retour sous l'empire, le marquis racheta le moulin pour la somme de 6 000 francs. A sa mort le moulin passa à sa fille Adélaïde, épouse du comte Hyacinthe du Botdéru, qui fut en 1815 une amazone de la Chouannerie[36].
- La Fouas.

### Personnalités liées à la commune
- Pierre IV du Cambout de Coislin (1636-1706).
- Félix Guiller (1901-1963), évêque de Pamiers (Ariège), né sur la commune.
- Henri-Charles de Coislin (1665-1732), évêque de Metz.
- Jean Rouaud (1952), né à Campbon, a obtenu le prix Goncourt en 1990 pour son livre les Champs d'honneur.

### Héraldique
| Blason | Blasonnement : De gueules à trois fasces échiquetées d'argent et d'azur ; à la bordure d'argent chargée de sept mouchetures d'hermine posées 3, 2 et 2. Commentaires : Sceau de 1405. Armes de la famille du Cambout (duché de Coislin en 1663), brisées d'une bordure chargée de mouchetures dont le nombre rappelle les anciennes frairies de la paroisse. Les mouchetures d'hermine évoquent le blasonnement d'hermine plain de la Bretagne, rappelant l'appartenance passée de la ville au duché de Bretagne. ( Attention : le blason dessiné ici représente une simple bordure d'hermine, et pas la bordure d'argent chargée de sept mouchetures d'hermine posées 3, 2 et 2). Blason conçu par le Conseil municipal (délibération municipale du 2 avril 1980), enregistré le 3 octobre 1980. |